# وی. بالاکریشنان (فیزیکدان)
ونکاتارامان بالاکریشنان (انگلیسی: Venkataraman Balakrishnan؛ زادهٔ ۹ مارس ۱۹۴۳) دانشمندی هندی در زمینهٔ فیزیک ذرات، many-body theory، سامانه‌های پویا، فرایندهای تصادفی، و quantum dynamics است.